# Всемирная история, Банк Империал

Заставка одного из рекламных роликов серии

«Точность — вежливость королей», «Всемирная история» — серия популярных рекламных роликов, снятых в 1992—1997 годах Тимуром Бекмамбетовым для банка «Империал». По прошествии времени серию этих рекламных роликов стали называть «классикой российской рекламы», а цитаты из роликов разошлись в народе. На Московском международном фестивале рекламы (ММФР) в 2012 году серия рекламных роликов банка «Империал» была названа лучшей по итогам 20-летия рекламы в России.
Сам банк в 1998 году был лишён лицензии, после долгих судебных разбирательств её удалось вернуть, но в 2005 году банк был признан банкротом.

## Съёмки
Договариваясь с Бекмамбетовым о съёмках, президент банка Сергей Родионов сразу же поставил условие: никакой анимации, никакой компьютерной графики — только живая постановочная съёмка. Но при этом, по словам Тимура Бекмамбетова, компьютерная графика применялась.
Авторами сценария рекламных роликов выступили Михаил Лесин и Владимир Перепёлкин. Оператор — Георгий Рерберг.
В некоторых роликах снимался Виктор Вержбицкий (см. по сюжетам), роль Екатерины Великой озвучивает мастер дубляжа Лариса Данилина. Основной закадровый голос — телеведущий и продюсер Александр Гуревич. В отдельных роликах закадровый текст читают Иннокентий Смоктуновский (ролики про Петра I, Тамерлана), Владимир Машков (ролики про Дмитрия Донского, Чингисхана и Угэдея, Конрада III) и др.

## Список роликов

### Тамерлан
Отправляясь в поход, Тамерлан приказал, чтобы каждый из его воинов взял по одному камню и сложил из них курган. По возвращении из похода каждый воин его войска забирал из оставленного кургана по одному камню, но многие камни остались на земле. Тогда Тамерлан разговаривал с каждым оставшимся камнем, вспоминал их имена, оплакивал их, ведь каждый оставшийся камень — один павший воин его войска.

### Екатерина Великая и Александр Суворов
В канун Рождества во дворце Екатерины II (в исполнении Евгении Ураловой) на ужин собираются гости. Едят все присутствующие, кроме Александра Суворова (в исполнении Ивана Уфимцева). Императрица замечает это и спрашивает военачальника, почему он не ест. Суворов отвечает: «Так ведь пост, матушка, до первой звезды нельзя. Ждём-с.» Все прекращают есть. После небольшой паузы императрица приказывает наградить Суворова орденом в форме звезды. Суворов получает награду и присоединяется к трапезничающим.

### Александр II
Императору Александру II доставляют сообщение о бунте крепостных крестьян в Херсонской губернии и о том, что они самовольно убегают в Крым. Александра просят использовать для их удержания войска. В этот момент самодержец наблюдает, как слуга подстригает крылья у лебедей на пруду, чтобы те не улетели. Император говорит, что лебедей «кормить надо лучше, тогда не улетят». Птиц отпускают на пруд, но те зимой все равно улетают на юг. Ролик заканчивается напоминанием о том, что в 1861 году в Лондоне было открыто первое в мире метро, а в России отменено крепостное право.

### Чингисхан
Однажды Чингисхан спросил у своих сыновей: «В чём самое большое наслаждение для человека?». «Охотиться с беркутом»,— ответил старший. «Большое богатство»,— ответил средний. И только самый младший, Угэдэй, ответил то, что хотел услышать Чингисхан: «Заботиться об Отечестве — вот самое большое наслаждение».

### Инка
В империи инков золото не имело большой ценности. Инки изготавливали из него фигурки различных насекомых и животных. Встретившись с испанцами впервые, они преподнесли им в качестве жеста доброй воли свои изделия из золота в дар. Испанцы были поражены количеством драгоценного металла, которым обладали инки и взяли в плен их правителя. После этого они убили всех инков, а найденное у них золото переплавили в слитки. Перед казнью Великий Инка простил испанцев, которые не видели в своей жизни ничего более ценного, чем золотые кирпичи.

### Иван Грозный
Русский царь Иван Грозный обратился к народу со словами о том, что бояре расхитили казну, не хотят защищать Русь, предают её литвинам, немцам, татарам, и думают только о своём богатстве, и поэтому царь объявляет о самодержавном правлении. На вопрос одного из присутствующих (за который его вскоре убьют) «На каких условиях?», Иван Грозный отвечает тихо: «После узнаете…».

### Конрад III
Армия Конрада III штурмует город Вайнсберг в южной Германии. Будучи в ярости от длительной стойкости осажденных, король приказывает женщинам покинуть город и взять с собой только самое ценное, то что они смогут унести на себе. Как только открылись городские ворота, император увидел, как женщины выносят на своих плечах своих раненых мужей в доспехах. Шествие возглавляла юная герцогиня Гвельфская — после этого Конраду III ничего не осталось делать, как закончить наступление.

### Николай I
Императору Николаю I сообщают о премьере спектакля в Париже, в котором некоторым образом порочат честь его бабушки, Екатерины II. Император приказывает послать в Париж письмо, где говорится, что, если постановка спектакля не прекратится, то он отправит туда миллион зрителей в серых шинелях (то есть солдат), чтобы те освистали спектакль. Вскоре спектакль в Париже отменяется.

### Нерон
Император Нерон очень любил петь, и весь народ каждый день слушал своего любимого императора. И только тяжёлый недуг или смерть человека мог остановить его исполнение гражданского долга. Этим охотно пользуется один из присутствующих (в исполнении Семёна Фурмана), но на следующий день его вновь ведут в амфитеатр.

### Юлий Цезарь
Известный своей принципиальностью, Юлий Цезарь, застрявший на пути в Сенат, предпочел оторвать кусок императорской тоги огромной стоимости, чем опоздать на заседание. Сенаторы Рима делают вид, что не замечают оголенных ляжек Цезаря.

### Ян Собеский
Король Ян III Собеский играет в шахматы с удивительным изобретением — шахматным автоматом. Проиграв, король с удивлением отчетливо слышит, что «автомат» чихнул, в ярости срывает крышку и обнаруживает там безногого человека. Тот умоляет пощадить его, как ветерана, потерявшего ноги на войне. Король приказывает всем присутствующим молчать о происшествии, чтобы не лишить заработка тех, кто защищал отечество.

### Александр Македонский
Александр Македонский, захватив Парфянское царство, не мог двигаться дальше, к завоеванию Азии, так как войско с богатой добычей погрязло в распутстве. Царь приказывает сжечь все трофеи и ведет войско на покорение новых земель.

### Петр Первый
1692 год. Российская Империя не имеет выхода к морю. Пётр I на пути к месту строительства своего флота вязнет в грязи и лично вытаскивает карету, толкая ее, чтобы проехать. Оттуда, через месяц, первые корабли России волоком доставили к Белому морю.

### Наполеон (два сюжета)
Во время боевых действий, Наполеон, которому выстрелом сбило с головы шляпу, спокойно под пулями подбирает её, надевает, поправляет с точностью до миллиметра и только после этого рукой тушит фитиль подкатившейся бомбы.
В 1812 году армия Наполеона разбита, а сам он бежит в Париж. К измученному и обессилевшему императору подходит пожилая горожанка, чтобы полюбоваться на него. Вздохнув, Наполеон дает ей монету со своим ликом, говоря: «Здесь я выгляжу гораздо лучше».

### Король Людовик
Людовик XIV обедает, из огромного многообразия блюд выбрав только лишь вишню, украшающую жареного фазана. Ему бестактно предъявляют счет на десять франков, от такой дерзости придворные теряют дар речи. Король молча поправляет счёты предъявившего, на что тот отвечает: «Виноват, Ваше Величество. Девять».

### Дмитрий Донской
Дмитрий Донской идет в бой против монголов, хотя ещё никому не удавалось победить их на протяжении столетий, и все его воины знают, что победить монголов невозможно. Испуганный воин, дрогнув перед Ордой, пытается убедить Дмитрия Донского отступить, но тот отдаёт ему свой шлем, и бой продолжается до победы.

### Реклама для банка «Славянский»
Одним из дочерних банков «Империала» являлся банк «Славянский», причём председателем совета директоров этого банка был Сергей Родионов, бывший председатель правления «Империала». Неудивительно, что спустя некоторое время после окончания рекламной кампании банка «Империал» некоторые его ролики были использованы банком «Славянский» (в частности, про Петра I и Наполеона).
Кроме того, для банка «Славянский» были сняты ролики, посвящённые русским поэтам:
- Даниил Хармс: «Я шел зимою вдоль болота…» (1940)
- Сергей Есенин: «Сыпь, гармоника! Скука… Скука…» (1923)
- Александр Блок: «Девушка пела в церковном хоре…» (1905)
- Александр Пушкин: «Я помню чудное мгновенье…». Эта работа была отмечена Гран-при ММФР 1998 года.
- Осип Мандельштам: «Сусальным золотом горят…» (1908)
- Николай Бараташвили в переводе Бориса Пастернака: «Цвет небесный, синий цвет». Текст читает Резо Габриадзе.

Первые три ролика создали режиссёр Тимур Бекмамбетов и оператор Сергей Трофимов. Текст в роликах о Блоке и Мандельштаме читает Владимир Машков. В ролике о Хармсе текст читает Леонид Броневой. Ролик «Борис Пастернак» снял Лео Габриадзе (режиссёр и оператор).
В ролике о Пушкине снялся Иван Шаповалов, продюсер музыкальной группы «Тату».

## Критика
Ролики завоёвывали многочисленные призы на фестивалях рекламы. Среди премий — «Золотое яблоко» на Московском международном фестивале рекламы (ММФР) в 1992, 1994, 1995 и 1996 годах, Золотая медаль Международного кинофестиваля в Хьюстоне в 1995 году и др.

## Пародии
Ролики неоднократно пародировались в юмористических программах 1990-х: «Джентльмен-шоу» и особенно часто в программе «Городок», где финальный слоган звучал «Всемирная история, сберкасса номер два».